# Mmanoko
Mmanoko is een dorp in het district Kweneng in Botswana. De plaats telt 932 inwoners (2011).